# 群山月明総合運動場野球場
群山月明総合運動場野球場（クンサンウォルミョンそうごううんどうじょうやきゅうじょう、군산 월명종합운동장 야구장）は、全北特別自治道群山市にある野球場であり、起亜タイガースの準本拠地球場として使用されている。
1990年 全羅北道全州市を本拠としてサンバンウル・レイダースが設立され、サンバンウルの準本拠地球場として使用された。サンバンウルが2000年に解散するとプロ野球の試合は開催されなくなった。 
2003年、全羅北道のフランチャイズ権が起亜に返還されると、起亜の準本拠地球場として時折プロ野球が開催されるようになった。 2006年〜2008年には、天然芝だった内外野のフィールドを人工芝に交換し、また、席を15,000席を11,000席に減少させて、狭小な座席との間のスペースを広げる改修を実施、フィールドの両翼は左右ともに98m、中堅122mとなった。この改修工事中にプロ野球の試合は開催されなかった。
改修工事終了後、2009年から2012年まで起亜主催のプロ野球レギュラーシーズンの試合が1年に何度か開催された。2013年は起亜の二軍（フューチャースリーグ）戦のみ開催された。
2014年から2015年までプロ野球の開催はなかったが、2016年以降は時折二軍戦が開催されている。